# Anopheles hackeri
Anopheles hackeri är en tvåvingeart som beskrevs av Edwards 1921. Anopheles hackeri ingår i släktet Anopheles och familjen stickmyggor. Inga underarter finns listade i Catalogue of Life.